# Stadsråd
Stadsråd betecknar en stads styrelse, eller en ledamot därav, i synnerhet i historisk tid när städer hade stadsprivilegier. Medlemmarna i städernas råd kallades rådsherrar, speciellt i Hansastäderna.

## Sverige
I Sverige benämndes styrorganet i staden till 1863 magistrat (i städer under landsrätt stadsstyrelse), vilken ofta hade sitt säte i dess rådstuga. Medlemmarna benämndes borgmästare och rådmän. Efter 1863 till 1971 benämndes styrorganet stadsfullmäktige. 
I dag förekommer ordet "stadsråd" i den parodiska tidskriften Grönköpings veckoblad som titel för stadens politiske ledare Joel Eriksson, som en skämtsam parallell till den svenska statens "statsråd" och som en gammaldags motsvarighet till "kommunalråd".